# KENNY (album)
KENNY er det første fællesalbum fra de danske rappere Benny Jamz og Gilli. Albummet blev udgivet den 21. juni 2024 af MXIII og Universal Music Danmark. KENNY debuterede som nummer ét på den danske album-hitliste. Albummet modtog i december 2024 dobbelt-platin. KENNY var det mest populære album på hitlisten i 2024.

## Trackliste
| 1.    | "Tillid"                        | Benny Jamz & Gilli                          | T&O                     | 2:32 |
| 2.    | "Stressfri"                     | Jamz, Gilli, Thomas Boesgaard & Oskar Hanak | T&O                     | 2:32 |
| 3.    | "Chicagenhagen"                 | Jamz, Gilli & Nicki Pooyandeh               | Nicki Pooyandeh         | 2:33 |
| 4.    | "Denim" (featuring Noah Carter) | Jamz, Gilli, Noah Carter & Pooyandeh        | Pooyandeh               | 3:43 |
| 5.    | "På Et Døgn"                    | Jamz, Gilli & Pooyandeh                     | Pooyandeh               | 2:59 |
| 6.    | "Reposado"                      | Jamz, Gilli & Pooyandeh                     | Pooyandeh               | 2:41 |
| 7.    | "Hagen City" (featuring Kesi)   | Jamz, Gilli, KESI, Pooyandeh & Rick Anthony | Pooyandeh & Rick Antony | 2:15 |
| 8.    | "Peace & Love"                  | Jamz, Gilli & Pooyandeh                     | Pooyandeh               | 2:59 |
| 9.    | "Freak"                         | Jamz, Gilli & Pooyandeh                     | Pooyandeh               | 2:44 |
| 10.   | "Bottega"                       | Jamz, Gilli & Pooyandeh                     | Pooyandeh               | 2:53 |
| 11.   | "Booty Up"                      | Jamz, Gilli, Boesgaard & Hanak              | T&O                     | 2:03 |
| 12.   | "Et Tegn"                       | Jamz, Gilli & Boesgaard                     | T&O                     | 2:39 |
| 13.   | "Mula"                          | Jamz, Gilli & Pooyandeh                     | Pooyandeh               | 3:11 |
| 14.   | "Eurobando"                     | Jamz, Gilli & Pooyandeh                     | Pooyandeh               | 2:47 |
| 38:15 |                                 |                                             |                         |      |

## Hitlister

### Ugentlig hitliste
| Hitliste (2024)        | Højeste placering |
| ---------------------- | ----------------- |
| Danmark (Album Top-40) | 1                 |

### Årsliste
| Hitliste (2024) | Placering |
| --------------- | --------- |
| Danmark         | 1         |